# Prix Xavier-Villaurrutia
Le Prix Xavier-Villaurrutia d'écrivains pour écrivains a été instauré au Mexique en 1957, à l'initiative de Francisco Zendejas, critique littéraire. Il a été concédé la première fois de manière rétroactive à Pedro Páramo, roman de Juan Rulfo. La Société des Amis de Xavier Villaurrutia était le nom originel de l'instance qui le décerne, jusqu'à la mort d'Alfonso Reyes en 1959. Actuellement, le prix est concédé par la Société Alfonsine Internationale (SAI) et le Conseil National pour la Culture et les Arts (CNCA), par l'intermédiaire de l'Institut national des Beaux-Arts (INBA) de Mexico.
Son but est de stimuler et diffuser la production de la littérature mexicaine. Il est particulièrement renommé et apprécié car il est attribué directement par des écrivains à leurs collègues. Il est remis chaque année au mois de février, et récompense n'importe quelle œuvre publiée au Mexique et jugée digne de le remporter par le jury. Il est arrivé que plusieurs écrivains soient récompensés, et parfois ce n'est pas une œuvre en particulier mais l'ensemble de l'œuvre d'un écrivain qui a obtenu le prix.

## Liste incomplète des lauréats du prix Xavier-Villaurrutia
- 1955 : Juan Rulfo, pour Pedro Páramo (Roman)
- 1956 : Octavio Paz, pour L'Arc et la Lyre (essai)
- 1957 : Josefina Vicens, Le Livre vide (roman)
- 1958 - non décerné
- 1959 : Marco Antonio Montes de Oca, pour Delante de la luz cantan los pájaros (poésie)
- 1960 : Rosario Castellanos, pour Ciudad Real (roman)
- 1961 - non décerné
- 1962 - non décerné
- 1963 :
  - Elena Garro, pour Los recuerdos del porvenir (roman)
  - Juan José Arreola, pour La feria (Roman)
- 1964 : Homero Aridjis, pour Mirándola dormir (poésie)
- 1965 : Salvador Elizondo, pour Farabeuf o la crónica de un instante
- 1966 : Fernando del Paso, pour José Trigo (roman)
- 1969 : Elena Poniatowska, pour La noche de Tlatelolco
- 1973 : 
  - José Emilio Pacheco, pour El principio del placer (roman)
  - Tomás Segovia, pour Terceto (poésie)
- 1975 : Carlos Fuentes, pour Terra Nostra (roman)
- 1977 : Amparo Dávila, pour Árboles petrificados[1]
- 1980 : Sergio Pitol, pour Nocturno de Bujara (nouvelles)
- 1984 : Alí Chumacero, pour l'ensemble de son œuvre
- 1986 : Álvaro Mutis, pour Ilona llega con la lluvia (roman)
- 1990 : Emilio García Riera, pour El cine es mejor que la vida  (autobiographie)
- 1995 : Carlos Monsiváis, pour Los rituales del caos
- 2001 : Mario Bellatin, pour Flores (roman)
- 2008 : Adolfo Castañón, pour Viaje a México (essai)